# Il mistero della cripta stregata
Il mistero della cripta stregata (El misterio de la cripta embrujada) è un romanzo di Eduardo Mendoza, pubblicato nel 1978.
Il libro è stato tradotto in numerose lingue. In Italia è stato pubblicato per la prima volta nel 1990, nelle edizioni Feltrinelli.

## Trama
La storia, scritta da Eduardo Mendoza, è ambientata a Barcellona dove il protagonista, che non ci rivela il suo nome, è internato in un manicomio criminale. Giudicato guarito dal dottore che lo tiene in cura, viene contattato dal commissario Flores per indagare su un caso: in un istituto di suore è scomparsa una bambina. 
Il protagonista esce dal manicomio ed inizia ad indagare. Va a trovare la sorella che è una prostituta conoscendo un uomo svedese che gli sembra molto strano. Dopo aver rubato delle cose sulla metro prende una stanza dove poi si ritrova lo svedese che muore davanti ai suoi occhi. Fugge gettandosi dalla finestra per paura di essere incolpato e ritorna dalla sorella. Dopo essere scampato per un pelo alla polizia torna travestito da vecchio all'istituto. Spacciandosi per uno dei medici del suo manicomio interroga il giardiniere dell'istituto e scopre che già in passato era sparita un'altra bambina Isabel Peraplana. La va a trovare, ma lei non ricorda nulla, così va alla ricerca della sua ex-compagna Mercedes. Da lei viene a conoscenza di una cripta segreta situata sotto una tomba nella cappella dell'istituto. 
Dopo altre indagini scoprirà che la cripta veniva usata dal signor Peraplana: usava la cripta e le bambine per coprire degli omicidi di uomini che lo ricattavano per aver scoperto i suoi traffici illeciti. Il commissario decide di non rendere pubbliche queste scoperte perché i Peraplana sono una famiglia molto influente e ricca e potrebbero complicare la vita di molti. Così il protagonista torna nel manicomio e Mercedes torna alla sua vita in un paese dove era stata costretta a stare dai Peraplana, con la sola consolazione che tutto quello che era avvenuto nella cripta anni addietro non fosse né colpa sua, né della sua amica Isabel.

## Edizioni in italiano
- Eduardo Mendoza, Il mistero della cripta stregata, traduzione di Gianni Guadalupi, Feltrinelli, Milano 1990
- Eduardo Mendoza, Il mistero della cripta stregata, lettore: Silvana Cortese, Centro internazionale del libro parlato, Feltre 2015

## Adattamento cinematografico
Il romanzo è stato trasposto per il cinema nel 1981 ed è conosciuto in Italia con il titolo La cripta. Gli interpreti principali sono José Sacristán, Rafaela Aparicio, Blanca Guerra; la regia è di Cayetano Del Real.